# Auto Esporte Clube (Paraíba)
Auto Esporte Clube é um clube esportivo paraibano da cidade de João Pessoa, no estado da Paraíba, fundada a 7 de setembro de 1936.

## História e Origens
A criação do Auto Esporte Clube está diretamente ligada à fundação do Centro dos Chauffeurs da Parahyba do Norte , criado na década de 1920, pelo imigrante espanhol, Boluciano Perez, radicado na Paraíba e demais associados. Em quase todas as capitais brasileiras no início do século 20, foram fundadas associações de trabalhadores ligadas ao ofício de condução de veículos. Os sócios eram desde os próprios motoristas, a donos de praças e oficinas de automóveis. Tais clubes tornaram-se associações de ajuda mútua e beneficente. Logo, o Auto Esporte foi criado para ser uma agremiação esportiva onde os sócios do centro, pudessem praticar esportes, a exemplo do futebol. O Centro dos Chauffeurs da Parahyba do Norte foi o embrião do futuro Sindicato dos Motoristas de João Pessoa. 
Segundo o memorialista Walfredo Marques, o Auto Esporte Clube foi fundado, de fato, em 7 de novembro de 1936, por um grupo de taxistas que se concentravam na Praça do Relógio, hoje conhecido como "Ponto de Cem Reis", no centro da cidade de João Pessoa, capital da Paraíba. 

No entanto, por motivos até então desconhecidos, seu aniversário é comemorado a cada 7 de Setembro. É o quarto maior vencedor do Campeonato Paraibano de Futebol entre os clubes ativos com seis títulos: 1939 (invicto), 1956, 1958, 1987, 1990 e 1992. É detentor também do título da Copa Paraíba de 2011.
A partir de 1938 o Auto Esporte passou a ter sede no antigo Sindicato dos Rodoviários no bairro de Jaguaribe, sob o comando do presidente Josaphat Fialho. O Estatuto do Sindicato foi alterado, para criar um Departamento de Futebol e, assim, amparar e influenciar o Clube. Ao decorrer das décadas, o Auto Esporte foi mudando de sede entre bairros da Capital até que desde o final da década de 1980 está sediado no bairro de Mangabeira.  
Ainda em 1938, o Clube iniciou suas atividades no futebol profissional da primeira divisão (na época, campeonato organizado pela extinta L.D.P (Liga Desportiva Parahybana). Em 1939, conquistou o seu primeiro título paraibano e de forma invicta. O craque do time à época tinha apenas 16 anos e ficou conhecido como "Pé de aço" devido aos seus fortes chutes.  
Em 1953, foi cogitada a mudança do nome “Auto Sport Club” para “Associação Esportiva do Comércio”, o que não se concretizou. Já em 1967, houve, em João Pessoa, um torneio interestadual chamado “Festival da Bola”, em comemoração à fusão do Auto Esporte com o Esporte Clube União, que formaria o "Auto-União". A fusão acabou logo após o fim do torneio, por divergências entre a diretoria dos dois clubes. 

### Fundado por motoristas

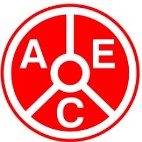
Escudo do Auto Esporte Clube utilizado nos anos 60.

O clube foi fundado essencialmente por motoristas de táxi associados, o que explica a criação de seu nome, de seu escudo (um volante de automóvel) e de seu mascote, o macaco (importante peça de manutenção de um carro). Houve tempo em que somente taxistas jogavam no time. A alcunha de "Clube do Povo" surgiu da história de sua fundação por trabalhadores.  

### Primeiro clube paraibano a disputar um campeonato Nacional: a Taça Brasil.
Em 1959, o Auto Esporte Clube tornou-se o primeiro clube paraibano a disputar uma competição nacional, a Taça Brasil, hoje reconhecida como Campeonato Brasileiro pela CBF. Conquistou o direito após de ter sido campeão paraibano do ano anterior (1958). 
No torneio, disputado no sistema de partidas eliminatórias diretas (o popular “mata-mata”), foi eliminado na partida inaugural, em 23.08.59, ao perder por 3 a 0 para o Sport Club do Recife, em João Pessoa. Escalação do time à época: Agostinho, Gavião e Kleber; Marajó, Américo e Negrinho; China, Macau, Chiclete, Elcio e Piau. 

### Primeiro clube paraibano a vencer na Copa do Brasil.
Já no ano de 1993 foi o primeiro clube paraibano a vencer na Copa do Brasil ao derrotar o Paysandu por 2 a 1 no Estádio Almeidão, em João Pessoa.

### Primeira partida internacional
No ano de 1951, o Auto Esporte Clube realizou sua primeira partida internacional, contra a tripulação do navio argentino Punta Loyola. Este navio havia atracado no porto de Cabedelo, e pertencia à Armada Argentina (Marinha de guerra). O clube paraibano sagrou-se vencedor, pelo placar de 5 a 1. O grêmio volante, atuou com: Ferrinho, Santos e Nathanael; Adalberto, Marcial e Negrinho; Caveirinha, Ribeiro, Veneno, Nuca e Nóca.

### Excursão pela Europa
O Auto Esporte é um dos únicos clubes paraibanos a fazer excursão à Europa, ocorrida em 1999. 

### Campeão paraibano invicto em 1939
Em 1939, o Auto Esporte sagrou-se Campeão Paraibano invicto, pelo campeonato organizado pela LDP (Liga Desportiva Paraibana). No primeiro compromisso, o Auto Esporte venceu ao Treze por 3 a 2; em seguida derrotou o Esporte Clube União por 2 a 1; Palmeiras-PB por 2 a 1, para, 8 dias depois, empatar em 1 a 1 com o Botafogo-PB e, finalmente, encerrar a temporada, aplicando a goleada de 7 a 1 ao Felipeia. Quadro campeão, com os jogadores que revezaram durante a temporada: Terceiro (Lins), Biu (Lucena), Zé Novo, Henrique, Gerson, Aluízio, Neco de Cabedelo e Formiga (Pé de Aço); Pitôta, Pedrinho e Misael.

### Campeão paraibano de 1956
O Campeonato paraibano de 1956 ficou dois anos sub judice, graças a um recurso do Botafogo, sendo somente decidido dois anos depois, em 1958, numa série em "melhor de três", entre Auto e Botafogo-PB. O alvirrubro venceu o primeiro jogo pelo escore de 2 a 1, no antigo Estádio Olímpico José Américo de Almeida. O placar foi inaugurado aos 21 minutos do primeiro tempo, por intermédio de China, marcando para o Auto Esporte. Pedro Negrinho empatou aos 36 ainda na fase inicial. No segundo tempo coube a Delgado marcar a tento que deu a primeira vitória ao quadro automobilista.
Na semana seguinte, foi decidido o campeonato com o Auto vencendo mais uma vez por 2 a 1, escore que lhe deu o título de Campeão Paraibano de 1956, com a seguinte equipe: Freire, Calado e Lucas; Xavier, Américo e Croinha; Pitada, China, Delgado, Massangana e Alfredinho.

### Campeão paraibano de 1958
No mesmo ano, o Auto Esporte sagrou-se campeão também do campeonato de 1958. No dia 21 de dezembro de 1958, no Estádio Leonardo da Silveira, atual Estádio da Graça, Auto Esporte e o extinto Íbis se empenharam na luta pelo título estadual, que acabou sendo conquistado pelo quadro automobilista pelo placar de 3 a 1, marcando para os vencedores Piau (2) e Alfredinho, cabendo a Moacir descontar para o Íbis. O time campeão atuou com: Agostinho; Wilson e Américo; Élcio, Joca e Croinha; Tito, China, Macau, Alfredinho e Piau.

### Campeão paraibano de 1987: a quebra do jejum de 29 anos
Em 2 de novembro de 1987, perante um público de 15 mil espectadores, o Auto Esporte conseguiu, ao empatar com o Botafogo-PB, quebrar um tabu que já vinha durando 29 anos sem conquistas do Campeonato Paraibano. 
| Campanha de 1987 | |
| Guarabira: 1×0, 1×0 e 1×0 Nacional (Patos): 1×0, 1×0 e 4×0 Treze: 0x1, 0x0 e 0x1 Santos: 2×0, 2×0 e 2×0 Botafogo: 1×1, 2×0 e 1×0 | Esporte: 1×0, 1×1 e 5×0 Nacional (Cabedelo): 1×0, 3×0 e 2×0 Santa Cruz: 1×1 e 3×1 Campinense: 1×2, 3×0 e 3×2 Total: 26J, 19V, 4E, 3D, 43GM, 10GS |
| Os campeões: Vino e Adaílton, goleiros; Neurilene, Marcone, Zé Carlos Silva, Lúli, Válter Cruz, Porto, Carlito, Dagoberto, Dentinho, Isaías, Bona, Tola, Farias e Anchieta. Comissão técnica: Vitor Hugo (Técnico); Válter Bandeira (Médico); Gutemberg e Eduardo Eugênio (Preparadores Físico); e Galego (Massagista). »» Isaías Ferreira da Silva, que na época tinha 26 anos, foi o artilheiro do clube com 14 gols. | |

### Campeão paraibano de 1990
Durante o Campeonato Paraibano de 1990, era inegável que, mesmo antes de terminar o campeonato, o Auto tinha o melhor time. A confiança excessiva da torcida e da diretoria, acabou provocando um clima de guerra para o jogo contra o seu principal rival. O Botafogo-PB bem que tentou dificultar os passos do quadro volante. Porém, isso nada valeu, pois Neto Surubim recebeu uma bola cruzada e bateu forte para o gol, sem chances de defesa para o goleiro Marola, do Botafogo-PB. O placar de 1 a 0 garantiu o título ao Auto Esporte, sob comando do treinador Mineiro, com a seguinte escalação: Jorge Pinheiro; Santana, Carlinhos Paraíba, Gilvan e Mano; Farias Álvaro e Neto Surubim (Adriano); Cao (Gilmar), Isaías e Betinho.

### Campeão paraibano de 1992
No Estadual de 1992, os alvirrubros fizeram a festa do título em pleno Estádio Amigão, diante dos torcedores trezeanos, que eram a maioria. Após a derrota no tempo normal de jogo, o Auto esteve impecável taticamente na prorrogação. Mais ativo na partida, indo para o tudo ou nada, haja vista que o empate interessava unicamente ao Treze, o Auto fez o gol da vitória na prorrogação, aos 5 minutos, com Cristiano marcando o tento alvirrubro.
O Auto Esporte jogou com: Zenóbio; Gilmar (Cao), Salerno, Carlinhos Paraíba e Adriano; Deoclécio, Nilo e Betinho; Walber (Everton), Isaías e Cristiano. Técnico: Carlos (Carlão). Ainda neste mesmo ano, o Auto Esporte terminou na terceira colocação do Campeonato Brasileiro da Série C.
A campanha do Auto Esporte no ano do título realmente foi maravilhosa. Naquele tempo o Campeonato Paraibano era uma competição longa e bastante disputada. Ao todo, o Auto Esporte jogou 48 vezes e teve uma campanha de 30 vitórias, 11 empates e 7 derrotas. Apesar da caminhada ter sido boa sempre, o comando técnico foi mudado três vezes. O primeiro treinador foi Ozires Paiva, que foi substituído por Eduardo Neto. Por fim, assumiu Carlão Morais, que chegou na reta final e foi fundamental para a conquista do título.

### Campeão da Copa Paraíba 2011
Após 19 anos, o Auto Esporte voltou a conquistar um título profissional a nível estadual. No dia 29 de outubro de 2011, venceu o Treze pelo placar de 3a1, no Estádio da Graça e conquistou o título da Copa Paraíba.

## Títulos
| Estaduais | Estaduais                              | Estaduais | Estaduais                                                         |
|           | Competição                             | Títulos   | Temporadas                                                        |
| --------- | -------------------------------------- | --------- | ----------------------------------------------------------------- |
|           | Campeonato Paraibano                   | 6         | 1939, 1956, 1958, 1987, 1990 e 1992                               |
|           | Copa Paraíba                           | 1         | 2011                                                              |
|           | Campeonato Paraibano - Segunda Divisão | 3         | 1968, 2006 e 2024                                                 |
|           | Torneio Início                         | 11        | 1941, 1948, 1950, 1952, 1953, 1954, 1955, 1957, 1958, 1959 e 1990 |

 Campeão invicto

### Nacionais
- Campeonato Brasileiro - Taça de Prata - 3º Lugar em 1992.

### Torneios amistosos
- Taça América do Norte: 1974
- Torneio "O Bom 73": 1973
- Torneio "O Bom 74": 1974

- Taça Arrozina: 1954
- Quadrangular João Pessoa-Sapé: 1957
- Taça Cel. Elias Fernandes: 1959
- Torneio Dr. Carlos Pereira: 1973 e 1974.
- Taça Tabajara: 2011

### Categorias de base
- Campeonato Paraibano de Juniores: 1982, 1997, 1998, 2002 , 2003 , 2004, 2012  e 2013 .
- Campeonato Paraibano Sub-17: 2014

### Feminino
- Campeonato Paraibano: 2019

### Futsal
- Campeonato Paraibano - Sub-17: 2010
- Taça Brasil Futsal de Clubes - Sub-17: 2011

### Beach Soccer
- Campeonato Paraibano: 2009

## Partidas históricas
- 1975: Auto Esporte 0-3 Flamengo - amistoso em comemoração da inauguração dos refletores do Estádio Almeidão. Foi o primeiro jogo transmitido para o Estado da Paraíba; 15 de Agosto de 1975.
- 1992: Treze 4-1 Auto Esporte - Numa melhor de 3, o Treze venceu o terceiro jogo por 4 a 0, levando a decisão para a prorrogação. Brilhou a estrela do time automobilista que marcou o gol do título e foi campeão paraibano pela sexta vez em pleno Estádio Amigão;
- 1993: Auto Esporte 2-1 Paysandu - Primeira vitória de um time paraibano na Copa do Brasil.

## Estatísticas

### Participações
|  | Participações em 2025 |

| Competição | Competição            | Temporadas | Melhor campanha             | Anos                                                                                    | P | R |
| Paraíba    | Campeonato Paraibano  | 69         | Campeão (6 vezes)           | 1938-1942, 1947-1950, 1952-1962, 1964-1965, 1969-2004, 2007, 2010-2018, 2022-2023, 2025 |   | 5 |
| Paraíba    | Segunda Divisão       | 10         | Campeão (1968, 2006 e 2024) | 1968, 2005-2006, 2008-2009, 2019-2021, 2024, 2025                                       | 4 |   |
| Brasil     | Campeonato Brasileiro | 1          | 15º colocado (1959)         | 1959                                                                                    |   | – |
| Brasil     | Série B               | 2          | 12º colocado (1987)         | 1987, 1991                                                                              | – | – |
| Brasil     | Série C               | 4          | 5º colocado (1992)          | 1981, 1988, 1992, 1993                                                                  | – | – |
| Brasil     | Copa do Brasil        | 3          | 1ª fase (1991, 1993 e 2012) | 1991, 1993, 2012                                                                        |   |   |

## Histórico em competições nacionais

### Copa do Brasil
O Auto Esporte Clube participou de três edições da Copa do Brasil: em 1991,1993 e 2012. Em todas edições, a equipe automobilista foi eliminada na primeira fase.
Em 1991, o AEC provocou o jogo da volta contra o Grêmio, após perder por 1 a 0 em casa. Em Porto Alegre, o Auto Esporte foi derrotado por 2 a 0.
No ano de 1993, o Auto Esporte venceu o jogo em casa contra o Paysandu, por 2 a 1, sendo eliminado em Belém, novamente pelo placar de 2 a 0.
Em 2012, pela terceira vez, a equipe participou da competição. Novamente, o clube foi eliminado na 1ª fase. Desta vez, perdeu o primeiro jogo para o Bahia, por 3 a 0. De acordo com o regulamento, não houve jogo de volta.

### Campeonato Brasileiro (Série B)
Foram duas participações na 2ª divisão do Campeonato brasileiro:
1987: 12º (em 24 participantes)
1991: 32º (em 64 participantes).

### Campeonato Brasileiro (Série C)
Foram quatro participações na 3ª divisão do Campeonato brasileiro:
1981: 17º (em 24 participantes)
1988: 28º (em 43 participantes)
1992: 5º (em 31 participantes).
1993: Eliminado na primeira fase do campeonato. 4º (em 5 participantes no grupo H)

### Taça Brasil
1959: 15º (em 16 participantes)

## Estádio
Estádio Evandro Lélis, mais conhecido como Mangabeirão, por ser localizado no bairro de Mangabeira, é o Estádio de propriedade do Auto Esporte Clube. Já sediou partidas oficiais pelo Campeonato Paraibano de futebol, mas hoje funciona apenas como centro de treinamento do clube automobilista.
- Estádio Evandro Lélis
- Dimensões: 100 X 68
- Inauguração: 3 de setembro de 2005 - Auto Esporte 1-2 Desportiva Guarabira
- Primeiro gol: Glauber (zagueiro - AEC)
- Capacidade: 2.000 pessoas (500 sentadas)
- Recorde de Público: 971 espectadores - Auto Esporte 0-0 Santa Cruz (Paraibano 2ª Divisão 24/05/2009)
- Recorde de Público: 768 espectadores - Auto Esporte 2-2 Nacional de Patos (Paraibano - 15/02/2007)
- Localização: Bairro da Mangabeira - João Pessoa (PB)